# Erving Goffman
Erving Goffman (ur. 11 czerwca 1922, zm. 19 listopada 1982) – amerykański socjolog i pisarz pochodzenia kanadyjskiego. 

## Kariera akademicka
Był profesorem kilku uniwersytetów, m.in. w Chicago, Berkeley i Filadelfii. 

## Poglądy i koncepcje[potrzebnyprzypis]
Erving Goffman zaliczany jest do przedstawicieli interakcjonizmu symbolicznego. Był zwolennikiem badań jakościowych, stosował przede wszystkim obserwację. Głównym tematem zainteresowań Goffmana był porządek interakcyjny, czyli siatka jawnych i ukrytych reguł kierujących interakcjami ludzi w obrębie "spotkań", "zgromadzeń", "sytuacji" i "okazji społecznych". Porządek ten można zrekonstruować przy pomocy różnych modeli, np. modelu dramaturgicznego. W myśl tego modelu kontakt twarzą w twarz to rodzaj przedstawienia teatralnego, w czasie którego obaj rozmówcy odgrywają swoje partie w celu wywarcia zamierzonego wrażenia na drugiej osobie. Publicznie prezentują oni tylko jedną jaźń – "fronton". Za nią kryje się druga – "kulisy", która na zimno ocenia skuteczność działań podjętych w czasie rozmowy. Jednostki społeczne przedstawiają siebie tak jak aktorzy na scenie, z tym że wzajemnie wobec siebie są widzami i zespołami odgrywającymi różne role (zobacz też: autoprezentacja).
Goffman podważył istnienie tożsamości jednostki. Twierdził, że w zależności od kontekstu sytuacyjnego przejawiają się różne tożsamości aktora społecznego. Jest twórcą koncepcji instytucji totalnej.

## Nagrody
Został uhonorowany nagrodami MacIver Award w 1961 roku i In Medias Res Award w 1978 roku.

## Tłumaczenia prac na j. polski
- Człowiek w teatrze życia codziennego tłum. Helena Datner-Śpiewak i Paweł Śpiewak, oprac. i słowem wstępnym opatrzył Jerzy Szacki, wyd I: Warszawa 1977, PIW, Biblioteka Myśli Współczesnej; wyd II: Warszawa 2000, Wyd. KR, s. 286, ISBN 83-86989-77-7; wyd III:, Warszawa 2008, Wyd. Aletheia, s. 286, ISBN 978-83-61182-19-1 (The Presentation of Self in Everyday Life 1959)
- Piętno. Rozważania o zranionej tożsamości, tłum. Aleksandra Dzierżyńska, Joanna Tokarska-Bakir, wstęp do wyd. pol. Joanna Tokarska-Bakir, Gdańsk, Gdańskie Wydawnictwo Psychologiczne, s. 198, wyd I: 2005, ISBN 83-89574-74-8, wyd II: 2007 ISBN 83-7489-047-9, ISBN 978-83-7489-047-2 (Stigma. Notes on the Management of Spoiled Identity 1963)
- Zachowanie w miejscach publicznych : o społecznej organizacji zgromadzeń; tłum. Olga Siara, red. nauk. i przedm. do wyd. pol. Grażyna Woroniecka, Warszawa 2008, Wydawnictwo Naukowe PWN, s. 286 s., seria Biblioteka Socjologiczna, ISBN 978-83-01-15699-2 (Behavior in Public Places. Notes on the Social Organization of Gatherings 1963)
- Rytuał interakcyjny, tłum. Alina Szulżycka, Warszawa 2006, Wydawnictwo Naukowe PWN, s. 278, seria Biblioteka Socjologiczna, ISBN 83-01-14682-6, ISBN 978-83-01-14682-5 (Interaction Ritual. Essays on Face-to-Face Behavior 1967)
- Analiza ramowa, tłum. Stanisław Burdziej, Kraków 2010, Zakład Wydawniczy NOMOS, s.462, seria Współczesne Teorie Socjologiczne; ISBN 978-83-7688-041-9 (Frame Analysis. An Essay on the Organization of Experience 1974)